# Friedrichsort
Friedrichsort, Kiel-Friedrichsort (duń. Frederiksort) – dzielnica miasta Kilonia w Niemczech, w kraju związkowym Szlezwik-Holsztyn.
W dzielnicy działa klub sportowy SV Friedrichsort.